# Bootle F.C.
Bootle FC là một câu lạc bộ bóng đá có trụ sở tại Bootle, Merseyside, Anh. Câu lạc bộ hiện thi đấu tại Northern Premier League Division One West và có sân nhà ở New Bucks Park.

## Danh hiệu
- North West Counties League
  - Nhà vô địch Division One mùa giải 2008–09[1]
- Cheshire County League
  - Nhà vô địch Division Two mùa giải 1978–79
- Lancashire Combination
  - Nhà vô địch các mùa giải 1975–76, 1976–77
- Liverpool Senior Cup
  - Nhà vô địch mùa giải 2012–13
- Liverpool County Football Combination
  - Nhà vô địch các mùa giải 1964–65, 1965–66, 1967–68,1968–69, 1969–70, 1970–71,1971–72, 1972–73, 1973–74
- Liverpool Challenge Cup
  - Nhà vô địch các mùa giải 1964–65, 1975–76,1978–79
- Liverpool Amateur Cup
  - Nhà vô địch các mùa giải 1965–66, 1967–68,1973–74

## Thành tích
- Thành tích tốt nhất tại FA Cup performance: Vòng loại thứ ba mùa giải 1990–91
- Thành tích tốt nhất tại  FA Vase performance: Vòng 4 mùa giải 2008–09
- North West Counties League Vô địch Division 1 mùa giải 2008–09